# Platygyra pini
Platygyra pini är en korallart som beskrevs av Auguste Jean Baptiste Chevalier 1975. Platygyra pini ingår i släktet Platygyra och familjen Faviidae. IUCN kategoriserar arten globalt som livskraftig. Inga underarter finns listade i Catalogue of Life.